# باشگاه فوتبال امید
باشگاه فوتبال امید (ترکی آذربایجانی: Ümid Futbol Klubu) یک باشگاه فوتبال در جمهوری آذربایجان بود که از سال ۱۹۹۰ تا ۱۹۹۳ میلادی در شهر جلیل‌آباد فعالیت داشت.